# Lucidota prima
Lucidota prima là một loài bọ cánh cứng trong họ Đom đóm (Lampyridae). Loài này được Wickham miêu tả khoa học năm 1912.